# Megadeth
Megadeth este o formație thrash metal americană din Los Angeles, California, formată în anul 1983. Trupa a fost fondată de Dave Mustaine în urma plecării sale de la Metallica. Formația a lansat 14 albume de studio (ultimul în anul 2022), 6 albume live, 33 de videoclipuri și trei compilații.
Fiind pionieră a mișcării thrash metal americane, Megadeth a devenit cunoscută pe plan internațional în anii '80, membrii formației schimbându-se însă frecvent, în parte datorită problemelor notorii privind abuzul de substanțe. Din 1983 până în 2002, Mustaine și basistul Dave Ellefson au fost singuri membri constanți în formație. După găsirea sobrietății și asigurarea unei componențe stabile, Megadeth a lansat o serie de albume care au primit discurile de aur sau de platină, incluzând albumul de referință care a primit discul de platină, Rust in Peace din 1990 și albumul nominalizat la Grammy Awards, Countdown to Extinction din 1992. Formația s-a destrămat în 2002 după ce Mustaine a suferit o leziune severă a nervilor de la mâna stângă. Totuși după ce s-a recuperat fizic a reunit formația în 2004 și a lansat albumul The System Has Failed, urmat de United Abominations din 2007. Megadeth, împreună cu noul chitarist Chris Broderick au lansat al doisprezecelea album de studio, intitulat Endgame, pe 15 septembrie 2009.
Megadeth este cunoscută pentru stilul distinctiv al chitarei din piesele lor, adesea incluzând pasaje muzicale complexe și solouri de chitară. Dave Mustaine este de asemenea cunoscut pentru versurile pieselor formației, acestea implicând adesea politica, războiul, dependența și relațiile personale.
Megadeth a vândut mai mult de 38 de milioane de albume în toată lumea, șase albume consecutive primind discul de platină în Statele Unite. Formația, de asemenea, a primit aclamațiile criticilor având șapte nominalizări consecutive la Grammy Awards pentru Best Metal Performance. În cei 24 de ani de activitate ai formației. Magadeth a avut 20 de membri oficiali, Dave Mustaine rămânând principalul compozitor și singurul membru original ca urmare a încheierii parteneriatului muzical cu David Ellefson în 2002. Megadeth este considerată una din formațiile care formează "Big Four of Thrash", alături de Metallica, Slayer și Anthrax, aceste formații fiind responsabile pentru crearea și popularizarea genului în anii '80.

## Istorie

### 1983 – 1984, Formarea
Dave Mustaine a fost chitaristul principal al formației Metallica la formarea acesteia, în 1981. Membru de aproape un an, a ajutat la compunerea unora din primele cântece ale grupului. Totuși, înainte ca Metallica să înceapă înregistrarea pieselor pentru albumul de debut, Mustaine a fost exclus din formație din cauza abuzului de substanțe toxice și a conflictelor cu James Hetfield și Lars Ulrich. Două luni mai târziu, Mustaine și basistul David Ellefson au pus bazele Megadeth, în Los Angeles. Mustaine și-a dorit ca piesele noii formații să fie mai rapide și mai puternice decât cele interpretate de Metallica. Conform lui Mustaine, numele de „Megadeth” reprezintă anihilarea puterii. Este o scriere alterată a termenului „megadeath”, semnificând un milion de morți cauzate de o explozie nucleară. Ideea numelui i-a venit citind un pamflet al senatorului Californiei, Alan Cranston, pe care Mustaine l-a găsit într-un autobuz, după ce a fost dat afară de la Metallica. Acesta spunea: „Nu se poate scăpa de arsenalul de «megadeath», indifirent de tratatele de pace la care se ajunge.”
În ciuda entuziasmului, Mustaine a avut probleme în a găsi alți membri pentru completarea grupului. El și Ellefson au examinat în jur de 15 toboșari, sperând să găsească unul care să înțeleagă schimbările din structura metrică. Între timp, Kerry King de la Slayer a devenit chitaristul principal. În cele din urmă, Lee Rausch a fost ales ca toboșar, iar Mustaine a decis să fie vocalist principal, după șase luni de căutări. Totodată, Mustaine era principalul compozitor și interpreta atât partea de chitară principală, cât și partea de chitară ritmică. Megadeth au înregistrat trei casete demo în componența Mustaine, Ellefson și Rausch. Caseta conținea versiunile inițiale ale pieselor „Last Rites/Loved to Death”, „The Skull Beneath the Skin”, și „Mechanix”, incluse ulterior în albumul de debut al trupei. După un număr de concerte în 1984, Rausch a fost înlocuit cu toboșarul de jazz fusion, Gar Samuelson. Chitaristul Chris Poland s-a alăturat grupului în luna decembrie. După ce a luat în considerare câteva case de discuri, Mustaine a decis semnarea unui contract cu Combat Records, o casă de discuri independentă cu sediul în New York, care oferea formației cel mai mare buget pentru înregistrări și turnee.

### 1985,Killing Is My Business... and Business Is Good!
În 1985, Combat Records a oferit formației 8.000 de dolari pentru înregistrarea și producția unui album de debut. După ce jumătate din buget a fost cheltuit pe droguri, alcool și mâncare, trupa l-a concediat pe producătorul inițial și a terminat întregistrările de una singură. În ciuda fidelității slabe a sunetului, Killing Is My Business… and Business Is Good! a fost, în mod relativ, un succes în cercurile de muzică metal underground, în vara în care a fost lansat, și a atras interesul unor case de discuri importante. Jurnalistul Joel McIver a lăudat „tehnicitatea acerbă” și a declarat că albumul „a impus un nou nivel în genul thrash metal, forțând chitariștii să aibă prestații chiar mai puternice și de o acuratețe mai mare”. Coperta albumului a reprezentat debutul mascotei trupei, Vic Rattlehead, care avea să apară în mod regulat pe imaginile de copertă ale următoarelor albume.
Killing Is My Business... and Business Is Good! conține „Mechanix”, piesă compusă de Mustaine în timp ce făcea parte din Metallica. Cu toate că Mustaine le-a spus foștilor săi colegi să nu îi folosească muzică pe care a compus-o, Metallica a înregistrat o versiune diferită a cântecului, intitulată „The Four Horsemen”, cu un tempo mai lent și o secțiune melodică intermediară. Albumul conține și o versiune cover a cântecului „These Boots Are Made for Walkin’” de Nancy Sinatra, cu un tempo mai rapid și cu versurile schimbate. Versiunea trupei a generat controverse în anii 1990, când compozitorul piesei originale, Lee Hazlewood, a spus că schimbările lui Mustaine sunt „josnice și offensive”. Sub amenințarea unei acțiuni legale, piesa a fost eliminată de pe materialele discografice ale trupei, între anii 1995 și 2001. În 1985, Megadeth a susținut primul turneu nord-american, Killing for a Living Tour, alături de Exciter. Poland făcea parte din trupă la începutul turneului, însă a părăsit grupul în mod neașteptat și a fost în locuit de chitaristul Mike Albert. Poland a revenit în octombrie, la scurt timp după ce grupul a început înregistrarea unui al doilea album cu casa de discuri Combat.

### 1986 – 1987,Peace Sells... but Who's Buying?
Conform spuselor lui Mustaine, formația se afla sub presiunea lansării unui nou album care să aibă parte de succes: „Al doilea pas este totul sau nimic pentru orice trupă. Ori treci la următorul nivel, ori va fi începutul decăderii”. Piesele au fost concepute într-o perioadă relativ scurtă, într-un depozit din sudul Los Angelesului, înainte de începerea înregistrărilor. Mustaine a compus liniile melodice, iar ceilalți membri au contribuit cu idei pentru aranjament. Al doilea album al grupului a fost produs cu un buget de 25,000 de dolari primiți de la Combat Records. Nemulțumiți de limitările financiare, Megadeth a părăsit Combat și a semnat un contract cu Capitol Records. Capitol a cumpărat drepturile pentru următorul album și l-a angajat pe producătorul Paul Lani să remixeze piesele înregistrate deja. Lansat la finalul anului 1986, Peace Sells... but Who s Buying? a avut o mai bună calitate a sunetului și piese mai sofisticate din punct de vedere compozițional. Mustaine a urmărit compunerea unor versuri pe temă socială, spre deosebire de formațiile heavy metal mai populare care cântau despre „plăceri hedoniste”. Album s-a remarcat prin piesele cu comentarii politice și a dus la creșterea numărului de fani ai formației. Piesa ce dă numele albumului a fost și prima lansată ca single, beneficiind și de un videoclip difuzat în mod constant pe MTV.
În februarie 1987, Megadeth a cântat în deschidere în turneul Constrictor al formației Alice Cooper, iar luna următoare au început primul turneu mondial ca și cap de afiș în Marea Britanie. La acest turneu, la care au participat de asemenea, Overkill si Necros, a durat 72 de săptămâni și a continuat în Statele Unite.
Sigla formației a apărut pentru prima dată pe coperta celui de-al doilea album, iar apoi pe toate lansările ulterioare.

## Membri
- Dave Mustaine - vocal, chitară (1983-2002, 2004-prezent)
- David Ellefson - chitară bas, sprijin vocal (1983-2002, 2010-2021)
- Kiko Loureiro - chitară, sprijin vocal (2015-prezent)
- Dirk Verbeuren - tobe (2016-prezent)

## Discografie
| Anul lansării | Titlul albumului                                | Casa de discuri                  | RIAA (S.U.A.)        |
| 1985          | Killing Is My Business... and Business Is Good! | Combat Records                   |                      |
| 1986          | Peace Sells... but Who's Buying?                | Capitol Records                  | Discul de platină    |
| 1988          | So Far, So Good... So What!                     | Capitol Records                  | Discul de platină    |
| 1990          | Rust in Peace                                   | Capitol Records                  | Discul de platină    |
| 1992          | Countdown to Extinction                         | Capitol Records                  | 2x Discul de platină |
| 1994          | Youthanasia                                     | Capitol Records                  | Discul de platină    |
| 1997          | Cryptic Writings                                | Capitol Records                  | Discul de platină    |
| 1999          | Risk                                            | Capitol Records                  | Discul de aur        |
| 2001          | The World Needs a Hero                          | Sanctuary Records                | Discul de aur        |
| 2004          | The System Has Failed                           | Sanctuary Records                |                      |
| 2007          | United Abominations                             | Roadrunner Records               |                      |
| 2009          | Endgame                                         | Roadrunner Records               |                      |
| 2011          | Thirteen                                        | Roadrunner Records               |                      |
| 2013          | Super Collider                                  | Tradecraft/Universal Music Group |                      |
| 2016          | Dystopia                                        | Tradecraft/Universal Music Group |                      |
| 2022          | The Sick, the Dying... and the Dead!            | Universal Music Group            |                      |